# Ílhavo
Ílhavo es una ciudad portuguesa, situada en el distrito de Aveiro, región Centro y comunidad intermunicipal de Aveiro, con aproximadamente 17.000 habitantes (ciudad). 
Es sede de un pequeño municipio con 75,05 km² de área y 39 239 habitantes (2021), subdividido en 4 freguesias. El municipio está dividido en tres, por brazos de la Ría de Aveiro, y limita al norte y al nordeste con el municipio de Aveiro (límite terrestre al noroeste y a través de la ría al norte) y al sur con Vagos. 
El municipio recibió foral de D. Dinis el 13 de octubre de 1296, habiendo sido elevado a ciudad el 9 de agosto de 1990. 
La ciudad es famosa por su industria de porcelana Vista Alegre y por su papel en al pesca del bacalao.
En el municipio de Ílhavo, en la localidad de Barra, existe uno de los muchos faros (Farol da Barra) marítimos de Portugal.

## Demografía
| Gráfica de evolución demográfica de Ílhavo entre 1849 y 2021 |
|                                                              |
| Datos según el nomenclátor publicado por el INE portugués.   |

## Freguesias
Las freguesias de Ílhavo son las siguientes:
- Gafanha da Encarnação
- Gafanha da Nazaré
- Gafanha do Carmo
- Ílhavo